# Nic Broca
Nic Broca (Luik, 18 april 1932 - België, 7 februari 1993), ook actief onder het pseudoniem Nic, was een Belgisch animator en striptekenaar. Hij bedacht  De Snorkels.

## Carrière
Broca studeerde aan de Koninklijke Academie voor Schone Kunsten van Luik. In 1959 begon hij als  assistant-decorator bij Belvision Studios in Brussel, waar hij onder meer werkte aan de in 1965 uitgebrachte animatiefilm Pinocchio dans l'Espace door Ray Goossens. Hierna werkte Broca een paar jaar aan animatie in de reclame, waarna hij in 1966 wederom aan de slag ging bij Belvision. Hier werkte hij onder meer aan de animatiefilms Asterix de Galliër (1967) en Asterix en Cleopatra (1968); verder aan de Lucky Luke-animatiefilm Daisy Town (1971); als hoofdanimator aan de Kuifje-tekenfilm Kuifje en het Haaienmeer (1972) , aan De fluit met de zes smurfen (1975) en aan Gulliver (1977).
Voor de Studio Idéfix in Parijs werkte Broca mee aan Asterix verovert Rome (1976) en De ballade van de Daltons (1978).
In 1982 ontwierp en tekende Broca voor de animatieafdeling SEPP van uitgeverij Dupuis de Snorkels, die vervolgens als animatieserie door Hanna-Barbera werd geproduceerd. 
Oorspronkelijk bedacht Broca de wezentjes in 1981 voor een onafgewerkt verhaal van Robbedoes en Kwabbernoot, waar hij ze Diskies noemde. In 1982 werden dat De Snorkels in een reclame-uitgave voor het waspoedermerk Persil.
In de jaren 1980 tekende Broca in de stripreeks Robbedoes en Kwabbernoot drie verhalen op scenario van Raoul Cauvin, te weten De koudegordel (1983), De zwarte doos (1983) en De stiltemakers (1984).
Broca ging vervolgens werken bij de tekenfilmstudio Kid Cartoons, waar hij samen met Bernard Godi 65 afleveringen maakte van Ovide en zijn vriendjes, en verder onder meer werkte aan de serie De Banjers gebaseerd op karakters bedacht door André Franquin.